# Виссарион Сарай
Виссарион Сарай (ок. 1714 — не раньше 1744) — сербский иеромонах, православный миссионер, прославлен в лике преподобномучеников. Был вдохновителем антиуниатского восстания в Трансильвании в 1744-1746 гг..

## Биография

### Ранние годы
Виссарион родился в 1714 году в деревне Майдан в Боснии, в крещении принял имя Николай. Его родителей звали Максим и Мария, и они вскоре после рождения сына они переехали в Костайницу, находящуюся на территории современной Хорватии.
В возрасте 17-18 лет Виссарион уехал в Святую землю и принял монашеский постриг в Свято-Савинском монастыре близ Иерусалима с именем Виссарион. Румынские церковные историки утверждают, что постриг Виссарион принимал от патриарха Иерусалимского Мелетия. Вернувшись со Святой земли, Виссарион какое-то время провёл в монастырях на Афоне, а затем поселился в монастыре Пакра в Славонии, где принял рукоположение во диаконы. Там он служил около семи лет иеродиаконом, и затем принял сан иеромонаха. Некоторое время после этого он жил в пещере как отшельник, пока не решил посетить Святую землю во второй раз.

### Служение в Трансильвании
В то время православные румыны и сербы, жившие на территории Австрийской империи, испытывали давление со стороны государственных властей и Католической Церкви. В правление Марии Терезии в Трансильвании активно насаждалось униатство, в то время как епархия Православной Церкви была распущена.
В связи с этим, по приказу сербского митрополита Арсения IV (1741-1748 гг.), св. Виссарион был направлен в Трансильванию 1 января 1742 года для поддержки православных румын в борьбе с униатством и проповеди среди румын, принявших унию. Св. Виссарион к тому времени уже знал румынский язык, в связи с чем существует предположение о его румынском происхождении.
Прмч. Виссарион принимает это послушание и практически сразу отправляется на миссию. Первым местом, где он остановился был монастырь Ходог-Бодрог около города Липова, где его проповедь против унии с католиками имела большой успех. На холме близ города св. Виссарион устанавливает деревянный крест, который сохранился до наших дней и является местной святыней. Вскоре после установки креста под ним появился родниковый источник, который местные жители называют «Святым источником» из-за того, что родниковая вода имеет необычные терапевтические свойства. Около креста и источника построена православная церковь «Успения Пресвятой Богородицы». После мученической смерти св. Виссариона, установленный им крест становится местом паломничества православных румын, несмотря на официальный запрет австрийской власти.
В течение двух лет до ареста в 1744 г. св. Виссарион помимо Липова проходит практически через все сёла и небольшие города Сибиу, проповедуя православную веру и неприятие унии с римо-католиками. В силу простоты речи и личного примера святой жизни его проповеди всё больше и больше встречаются населением с любовью и восторженностью. Прибытие иеромонаха в деревни и малые города практически всегда сопровождалось торжественными крестными ходами и колокольным звоном местных церквей. Монах посещает и возвращает в православие население Добры, проходит через Деву, Орэштие, Себеш, Мьеркуря-Сибиулуй и Сэлиште, не прекращая свою проповедь.
В итоге миссионерская деятельность св. Виссариона сорвала распространение униатства в Трансильвании и расстроила планы Римской Церкви и австрийских властей по обращению православных румын в католичество.

### Смерть
Святой Виссарион был арестован австрийскими властями в апреле 1744 года во время проповеди в Сибиу. Местный грекокатолический епископ Иннокентий писал к австрийским властям с указанием, что насильственные средства против св. Виссариона недопустимы, однако вскоре он был отправлен на покой в Вену и не смог повлиять на ход следствия.
Претерпевая мучения, святой прошёл тюрьмы Сибиу, Алба-Юлии, Девы, Хунедоара, Тимишоара, Осиека и Рааба, пока не попал в тюрьму Куфштайн в Тирольских горах, одну из самых строгих тюрем Австрии. Историки склоняются к тому, что именно там святой умер под пытками, не отрекшись от православной веры.
Смерть св. Виссариона не остановила начавшееся массовое возвращение румын-униатов в православие, в чём состояла и заслуга преподобномученика. Так, в 1744-1746 гг. вспыхнуло антиуниатское восстание, и уже в 1759 г., после восстановление епархии Сербской Православной Церкви, больше половины униатских приходов перешли в юрисдикцию Православной Церкви.

## Прославление
Почитание святого Виссариона православными верующими началось сразу после его мученической смерти и продолжалось около 200 лет, пока не состоялась официальная канонизация святого. 28 февраля 1950 года Священный Синод Румынской Православной Церкви причислил его к лику святых и внёс имя преподобномученика в календарь, а 14 июня 1962 года примеру последовала Сербская Православная Церковь.